# Yacatecuhtli

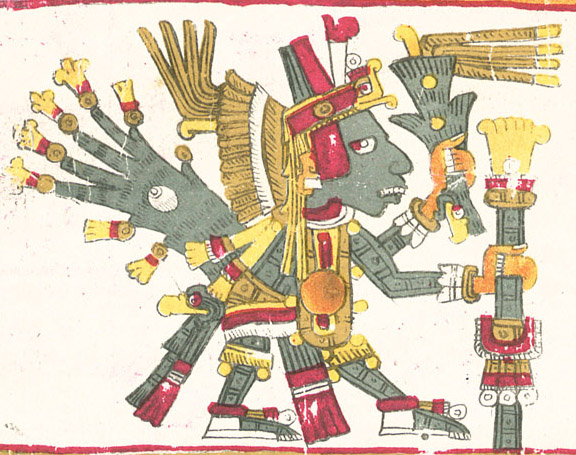
Yacatecuhtli im Codex Borgia

Yacatecuhtli (auch Yacatecutli, Yacacoliuhqui, Yiacatecutli oder Yiacatecuhtli) war im aztekischen Pantheon der Gott der Kaufleute, Händler und Reisenden. Sein Name bedeutet auf Nahuatl Herr mit der spitzen Nase. Yacatecuhtli wurde auch Herr an der Spitze, im Sinne von der, der vorangeht, genannt. 

## Darstellung
In bildlichen Darstellungen ist Yacatecuhtli an gekreuzten Wegen, die er auf dem Rücken trägt und die die Fußabdrücke der Reisenden in die vier Himmelsrichtungen zeigen sowie an einer auffallend langen Nase erkennbar. Oft ist ihm auch eine Gruppe von Sklaven zugeordnet und fast regelhaft ein Wanderstab. 

## Rolle
Yacatecutli wurde vor allem von den Pochteca (Singular: Pochtecatl), den Mitgliedern einer Händlerbruderschaft, die den Sklavenhandel kontrollierte, in henotheistischer Weise verehrt. Bei den Azteken spielte der Handel eine große Rolle. Dementsprechend hatten die Kaufleute großes Ansehen und ihre Geschäfte waren strengen gesetzlichen Kontrollen unterworfen. Während ihrer Handelsreisen erfüllten die Großkaufleute auch politische Aufgaben. Sie erkundeten im Auftrag der Aztekenherrscher unbekannte Gebiete, knüpften diplomatische Kontakte, fertigten Landkarten an. Unterwegs wurde die Gegenwart Yacatecuhtlis durch einen Wanderstab symbolisiert, den die Händler nach glücklicher Rückkehr im Tempel postierten und mit Opfergaben ehrten. Kam ein Händler auf der Reise ums Leben, glaubte man, er gehe, genauso wie ein gefallener Krieger, unmittelbar in die höchste Stufe des Jenseits, das Tonatiuh Ichan (auch Ichan Tonatuih Ilhuicac), ein. Während des 17. aztekischen Monats tititl vom 31. Dezember bis zum 19. Januar wurden Yacatecuhtli Sklaven geopfert. Sie wurden geköpft.
Der Herr an der Spitze war der Gott der Kaufleute ... sie bekleideten seinen Stab mit Papier ... wo sie schlafen wollten, stellten sie ihn auf ... sie entzogen sich Blut und brachten es ihm dar ... flehten zu ihm um seine Gunst.

## Kultische Spuren in der Gegenwart
In Otatitlan, einer Pilgerstätte zwischen Mexiko-Stadt und Oaxaca, wird Jahr für Jahr am 3. Mai von indianischen Gläubigen ein schwarzer Christus verehrt. Der Brauch geht jedoch auf vorchristliche Zeit zurück und bezog sich ursprünglich auf Yacatecutli. Angeblich habe sich Yacatecutli durch die Bekehrung der Azteken zum Christentum in eine schwarze Christusstatue verwandelt.

## Belege
1. ↑  Heike Owusu: Symbole der Inka, Maya und Azteken. Seite 225.
2. ↑  Günter Lanczkowski: Die Religion der Azteken, Maya und Inka. Seite 41.
3. ↑  Sahagun, zitiert nach Günter Lanczkowski, Seite 41
4. ↑  Helmut Hermann: Mexiko. Seite 613.